# گران‌روی
گِران‌رَوی یا گرانروی () یا ویسکُزیته (به فرانسوی: Viscosité) عبارت است از مقاومت یک سیال در برابر اعمال تنش برشی. به تعریفی دیگر، مقاومت اصطکاکی یک مایع یا گاز را در برابر شارش یا لغزیدن لایه‌ها، هنگامی که تحت تنش برشی قرار گیرد گِران‌رَوی می‌گویند.
نام‌های دیگر گران‌روی عبارت است از: وُشکسانی (وشک در فارسی به معنی صمغ است)، چسبناکی، ناروانی و لِزْجَت.
در یک سیال جاری (در حال حرکت)، هرچه گران‌روی مایعی بیشتر باشد، برای ایجاد تغییر شکل یکسان، به تنش برشی بیشتری نیاز است. به‌عنوان مثال گرانروی عسل از گرانروی شیر بسیار بیشتر است.
با افزایش دما گران‌روی شاره‌های مایع کاهش می‌یابد ولی در گازها، قضیه وارون است، البته درصد دگرگونی آن برای شاره‌های گوناگون متفاوت می‌باشد.

## انواع گران‌روی

### گران‌روی پویا
گران‌روی پویا (دینامیکی) خاصیتی از سیال است که در برابر جریانهای برشی ایجاد مقاومت می‌کند این جریانها در جایی به وجود می‌آیند که لایه‌های سیال
دارای سرعتهای مختلفی باشند. برای درک بیشتر این خاصیت یک جریان ایده ال مانند جریان کوئت را در نظر بگیرید در این نوع جریان سیال بین دو صفحه
محبوس شده است که صفحه بالایی با سرعت ثابت در حال حرکت است. در این نوع جریان اگر سرعت صفحه بالایی به اندازه کافی کوچک باشد ذرات سیال به صورت
موازی با صفحه حرکت می‌کنند، سرعت ذرات سیال از صفر در صفحه پایینی تا سرعت مساوی سرعت صفحه بالایی به صورت خطی تغییر پیدا می‌کند. با توجه به این حالت ذرات سیال با سرعتهای مختلفی بر روی یکدیگر حرکت می‌کنند بنابراین نیروی مورد نیاز برای حرکت دادن سیال متفاوت است. این نیرو متناسب با سرعت سیال افزایش پیدا می‌کند بنابراین برای یک سیال نیوتنی رابطه تنش و گرادیان سرعت یا همان تغییر شکل به صورت خطی
است که این خطی بودن با گران‌روی دینامیکی ایجاد می‌گردد.

### گران‌روی حرکتی
گران‌روی مطلق یک سیال تقسیم بر چگالی آن را گران‌وری حرکتی (سینماتیکی) می‌نامند.

ν=μ/ρ

تفاوت گران‌روی پویا و گران‌روی حرکتی در نحوه برخورد با مسائل است. به عنوان مثال در مسائلی که بررسی رفتار بین ملکولی و تعمیم آن‌ها به
خاصیت مکانیکی مد نظر است از گران‌روی پویا استفاده می‌شود و در مسایلی که حرکت سیال اهمیت دارد از گران‌روی حرکتی بهره می‌بریم.

### گران‌روی بالک
هنگامی که یک سیال تراکم‌پذیر به صورت ناگهانی انبساط یا انقباض پیدا می‌کند، بدون برش، نوع دیگری از گران‌روی داخلی نمایان می‌شود که
گران‌روی بالک نامیده می‌شود این گران‌روی با نرخ افزایش یا کاهش حجم متناسب است این نوع گران‌روی به گران‌روی نوع دوم هم شناخته
می‌شود. این نوع گران‌روی هنگامی خود را نشان می‌دهد که تغییر حجم ناگهانی در سیال رخ دهد مانند جریانهای صوتی یا شاکها.

## سقوط در سیال گران‌رو
سرعت سقوط در سیال گران‌رو از فرمول زیر به دست می‌آید:
{\displaystyle \nu _{s}={\frac {2R^{2}g(\rho -\rho _{L})}{9\eta }}}
که در آن
{\displaystyle \nu _{s}} سرعت سقوط یا رسوب‌گذاری است.
R شعاع جسم درحال سقوط (به شرط کروی بودن جسم)
{\displaystyle \rho } چگالی جسم
{\displaystyle \rho _{L}} چگالی مایع گرانرو
{\displaystyle \eta } ضریب گرانروی

## یکاها

### گران‌روی پویا
- واحد گران‌روی در هر دو واحد اندازه‌گیری SI و CGS به افتخار دانشمند برجسته پوازیه PI و P در نظر گرفته شده است. در واقع این واحد که کمتر در واحد SI استفاده شده است با Pa.s برابر است.
- واحد پویز در واحد CGS بیشتر استفاده می‌شود.
- بنابراین برای واحدهای مختلف داریم:
- 1 PI=1 Pa.s=((N.s))/m^2 =kg/(m.s)
- 1 P=0.1 Pa.s=0.1 ((N.s))/m^۲ =0.1 kg/(m.s)
- 1 cP=1m Pa.s=0.001 Pa.s=0.001 ((N.s))/m^۲ =0.001 kg/(m.s)

### گران‌روی حرکتی
- واحد گران‌روی حرکتی در دستگاه متریک m^2/s است.
- در واحد CGS اما این واحد متفاوت است و به افتخار دانشمند گرانقدر استوکس، به همین نام یعنی استوکس نامگذاری شده است.

روابط زیر برقرار است.
- 1 St=1 cm^2/s=10^(-4) m^2/s
- 1 cSt=1 mm^2/s=10^(-6) m^2/s
- به عنوان مثال آب در ۲۰ درجه سانتی گراد ویسکوزیته برابر 1cSt دارد.

گران‌روی حرکتی به ضریب نفوذ مومنتم گفته می‌شود همانند ضریب نفوذ گرما یا ضریب نفوذ جرم.

## مقادیر

### گازها
| گاز           | {\displaystyle C} [K] | {\displaystyle T_{0}} [K] | {\displaystyle {\mu }_{0}} [10−6 Pa s] |
| ------------- | --------------------- | ------------------------- | -------------------------------------- |
| هوا           | ۱۲۰                   | ۲۹۱٫۱۵                    | ۱۸٫۲۷                                  |
| نیتروژن       | ۱۱۱                   | ۳۰۰٫۵۵                    | ۱۷٫۸۱                                  |
| اکسیژن        | ۱۲۷                   | ۲۹۲٫۲۵                    | ۲۰٫۱۸                                  |
| کربن دی‌اکسید  | ۲۴۰                   | ۲۹۳٫۱۵                    | ۱۴٫۸                                   |
| کربن مونوکسید | ۱۱۸                   | ۲۸۸٫۱۵                    | ۱۷٫۲                                   |
| هیدروژن       | ۷۲                    | ۲۹۳٫۸۵                    | ۸٫۷۶                                   |
| آمونیاک       | ۳۷۰                   | ۲۹۳٫۱۵                    | ۹٫۸۲                                   |
| گوگرد دی‌اکسید | ۴۱۶                   | ۲۹۳٫۶۵                    | ۱۲٫۵۴                                  |
| هلیم          | 79.4                  | ۲۷۳                       | 19                                     |

| گاز           | {\displaystyle C} [K] | {\displaystyle T_{0}} [K] | {\displaystyle {\mu }_{0}} [10−6 Pa s] |
| ------------- | --------------------- | ------------------------- | -------------------------------------- |
| هوا           | ۱۲۰                   | ۲۹۱٫۱۵                    | ۱۸٫۲۷                                  |
| نیتروژن       | ۱۱۱                   | ۳۰۰٫۵۵                    | ۱۷٫۸۱                                  |
| اکسیژن        | ۱۲۷                   | ۲۹۲٫۲۵                    | ۲۰٫۱۸                                  |
| کربن دی‌اکسید  | ۲۴۰                   | ۲۹۳٫۱۵                    | ۱۴٫۸                                   |
| کربن مونوکسید | ۱۱۸                   | ۲۸۸٫۱۵                    | ۱۷٫۲                                   |
| هیدروژن       | ۷۲                    | ۲۹۳٫۸۵                    | ۸٫۷۶                                   |
| آمونیاک       | ۳۷۰                   | ۲۹۳٫۱۵                    | ۹٫۸۲                                   |
| گوگرد دی‌اکسید | ۴۱۶                   | ۲۹۳٫۶۵                    | ۱۲٫۵۴                                  |
| هلیم          | 79.4                  | ۲۷۳                       | 19                                     |

## پانوشته‌ها
1. ↑  Edgeworth, R.; Dalton, B.  J.; Parnell, T. (1984). "The pitch drop experiment". European Journal of Physics. 5 (4): 198–200. Bibcode:1984EJPh....5..198E. doi:10.1088/0143-0807/5/4/003. Retrieved 2009-03-31.
2. ↑  فرانک جی بلت (۱۳۸۴)، «سیالات»، فیزیک پایه، ترجمهٔ محمد خرمی، تهران: فاطمی، ص. ۳۵۴، شابک ۹۶۴-۳۱۸-۰۰۱-۸
3. ↑  data constants for sutherland's formula
4. ↑  Viscosity of liquids and gases
5. ↑  data constants for sutherland's formula
6. ↑  Viscosity of liquids and gases